# Paweł Lisiewicz
Paweł Jan Lisiewicz (ur. 6 lutego 1979 w Poznaniu) – polski politolog i urzędnik państwowy, w latach 2013–2015 szef Gabinetu Prezydenta RP w randze ministra.

## Życiorys
Ukończył politologię na Uniwersytecie im. Adama Mickiewicza w Poznaniu oraz studia typu MBA na Akademii Leona Koźmińskiego. Ponadto jest absolwentem studiów badawczych na London School of Economics.
Był związany z Unią Wolności. W wyborach samorządowych w 2002 bez powodzenia ubiegał się o mandat radnego sejmiku wielkopolskiego z listy komitetu Unia Samorządowa. W 2004 kandydował bezskutecznie do Parlamentu Europejskiego z ramienia UW. Należał do Młodego Centrum, od 2004 do 2006 był asystentem europosła Jana Kułakowskiego. Pełnił także funkcję dyrektora poznańskiego ośrodka Fundacji Rozwoju Demokracji Lokalnej. Działał następnie w Partii Demokratycznej – demokraci.pl, bez powodzenia ubiegał się o mandat poselski w wyborach w 2005.
W 2007 został dyrektorem komunikacji w Ministerstwie Skarbu Państwa. W 2010 Bronisław Komorowski powierzył mu funkcję dyrektora Gabinetu Prezydenta RP. We wrześniu 2013 został powołany na stanowisko szefa Gabinetu Prezydenta RP (w randze ministra w Kancelarii Prezydenta RP). Jako przedstawiciel prezydenta RP zasiadł w Radzie Centrum Badania Opinii Społecznej (CBOS). 5 sierpnia 2015 został odwołany ze stanowiska szefa Gabinetu Prezydenta RP. W latach 2015–2016 był wiceprezesem zarządu Fundacji Instytut Bronisława Komorowskiego, następnie dyrektorem komunikacji w Forum Obywatelskiego Rozwoju. Powołany do zarządu spółki Szybka Kolej Miejska. W 2024 został natomiast członkiem zarządu PKP.
W 2015 odznaczony Krzyżem Kawalerskim Orderu Odrodzenia Polski.
Jego starszym bratem jest Piotr Lisiewicz.